# Hydrogenophaga caeni
Hydrogenophaga caeni es una especie de bacteria gramnegativa del género Hydrogenophaga. Fue descrita en el año 2007. Su etimología hace referencia a lodo. Es aerobia y móvil por flagelo polar. Tiene un tamaño de 0,8-1,2 μm de ancho por 1,4-2 μm de largo. Forma colonias blancas, translúcidas, elevadas y circulares en agar R2A. Temperatura de crecimiento óptima de 30 °C. Catalasa y oxidasa positivas. Se ha aislado de lodos de un reactor. 